# Alessandro Alunni Bravi
Alessandro Alunni Bravi (Umbertide, 23 novembre 1974) è un dirigente sportivo italiano.

## Carriera
Laureatosi in giurisprudenza con il massimo dei voti presso l'Università degli Studi di Perugia, dopo l'abilitazione inizia a lavorare come consulente legale, spaziando dai team motoristici a piloti, atleti e società di eventi sportivi.
Tra il 2002 e il 2003 assume il ruolo di amministratore delegato e team manager della scuderia automobilistica umbra Coloni, impegnata nella International Formula 3000. Entra poi nell'organizzazione del Rally di Sardegna, dove ricopre il ruolo di direttore generale per due stagioni. 
Dal 2005 al 2008 è team principal e amministratore delegato della Trident Motorsport, che debutta nel 2006 nell'allora GP2 Series.  Negli anni successivi collabora con All Road Management, oltre ad assumere il ruolo di consigliere generale per ART Grand Prix, Spark Racing Technology e Birel ART. 
Nel 2016 fonda una propria società di gestione, Trusted Talent Management, che segue piloti quali Gianmaria Bruni, Robert Kubica, Christian Lundgaard e Stoffel Vandoorne.
Da luglio 2017 diventa membro del consiglio e consigliere generale di Sauber Group. Il legame con l'azienda elvetica, che si protrarrà fino al gennaio 2025, lo vede dapprima nominato managing director nel marzo 2022 e, per quanto concerne la scuderia automobilistica del gruppo, team representative della stessa in Formula 1 a partire dalla stagione 2023.
Dal febbraio 2025 assume la carica di chief business affairs officer in seno alla scuderia automobilistica britannica McLaren.